# Nederlands Drogisterij Museum
Het Nederlands Drogisterij Museum was een museum over het beroep drogist. Het was, zover bekend, het enige drogisterijmuseum ter wereld. Het museum was gevestigd in de 17e-eeuwse hofstede Silversteyn te Maarssen, dat in 1744 werd omgebouwd tot het koetshuis voor Goudestein, het oude gemeentehuis van Maarssen.
Het museum bevatte tienduizenden artikelen met als blikvanger een verzameling van 150 gapers, van oudsher het symbool van drogisterijen. De grootste is ongeveer twee meter hoog.
Tot 1995 was het museum in Maarssenbroek gevestigd waarna het verhuisde naar Silversteyn. In 2011 kwam het museum in dusdanige financiële problemen dat het werd bedreigd met sluiting. Dankzij giften kon het geopend blijven. Op 27 maart 2013 sloot het museum alsnog zijn deuren. De gehele collectie is overgebracht naar het museum De Dorpsdokter in Hilvarenbeek.

## Galerij

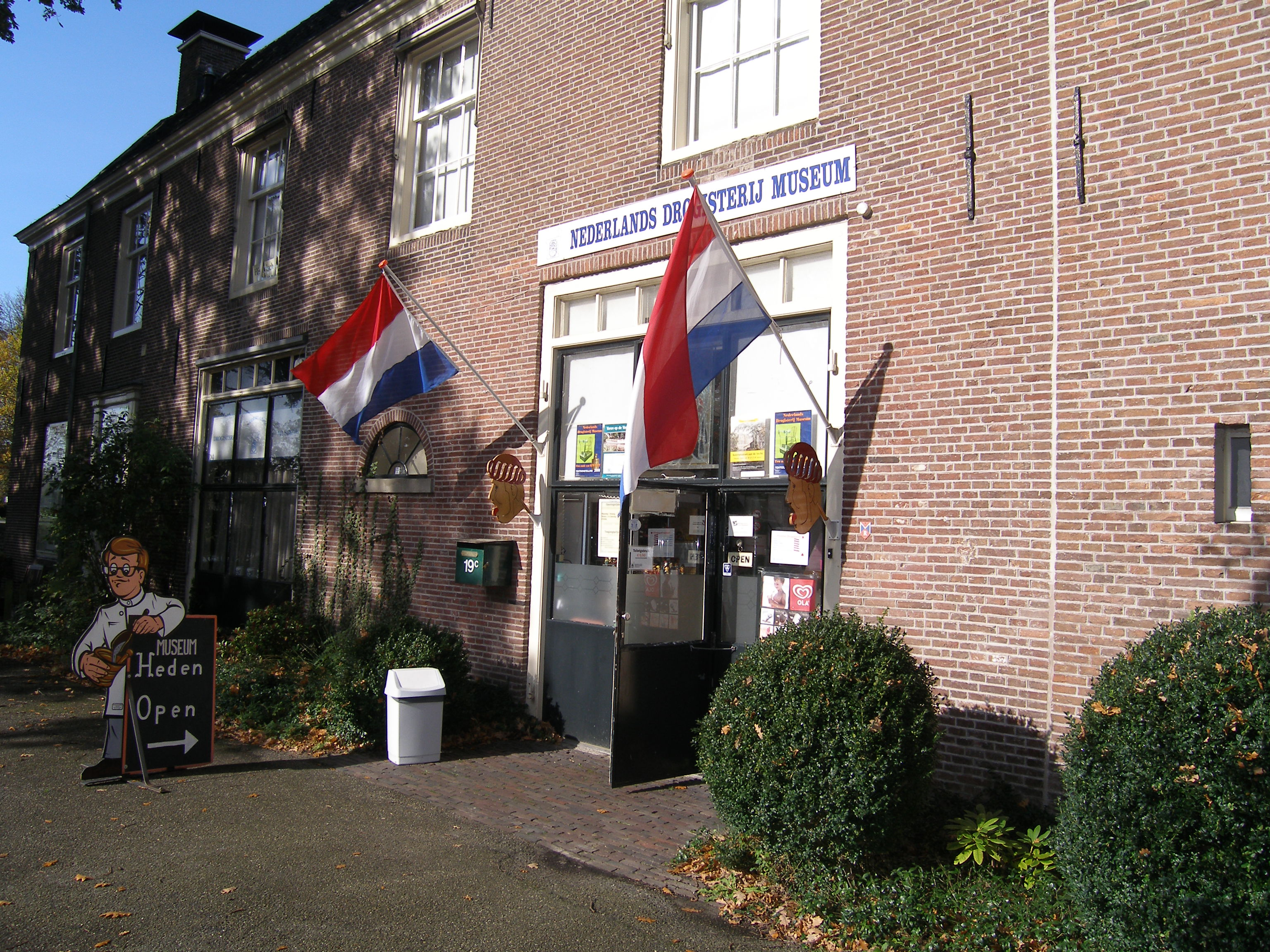
De ingang van het museum aan de Diependaalsedijk 19 te Maarssen
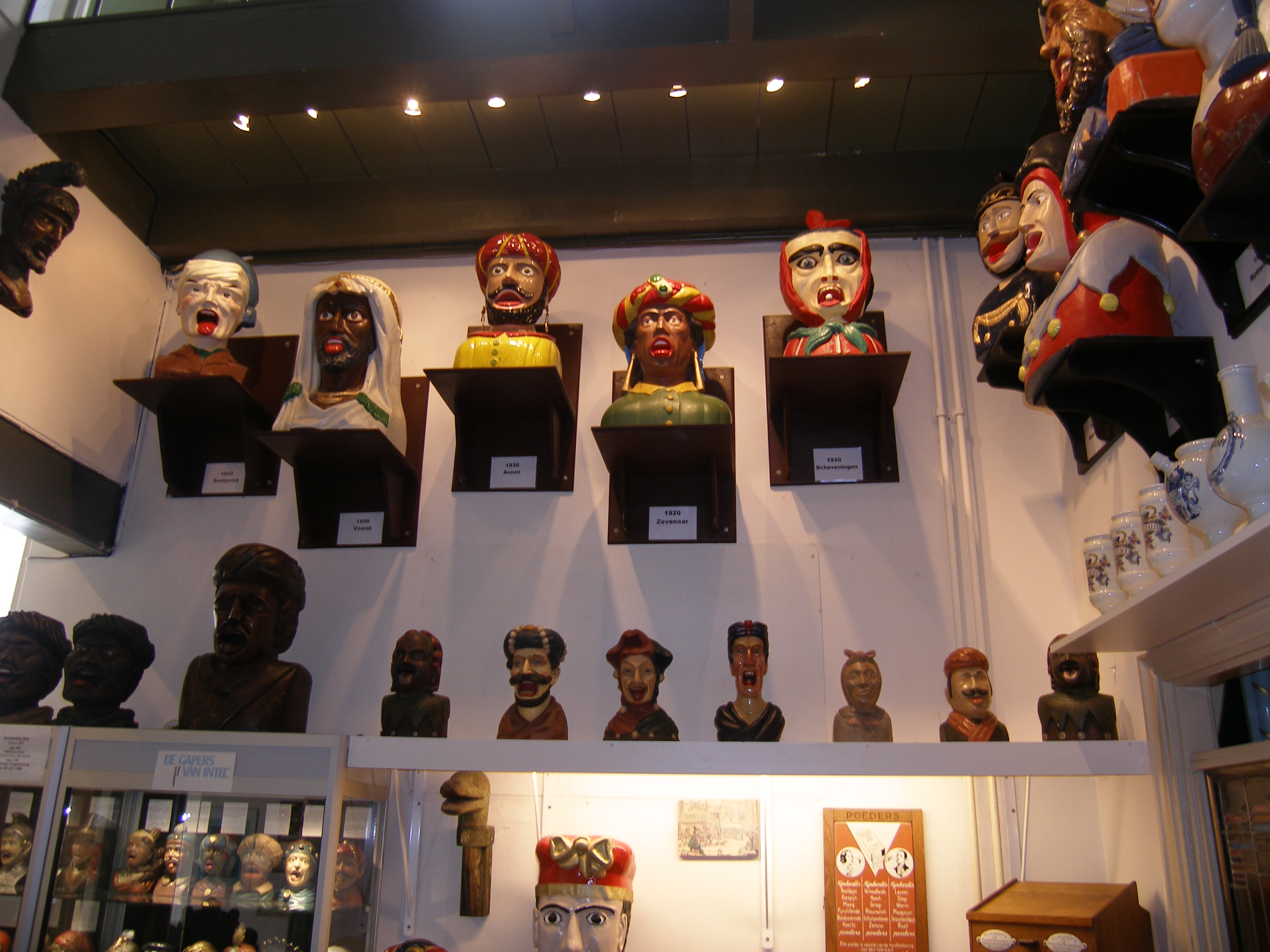
Een deel van de gapers
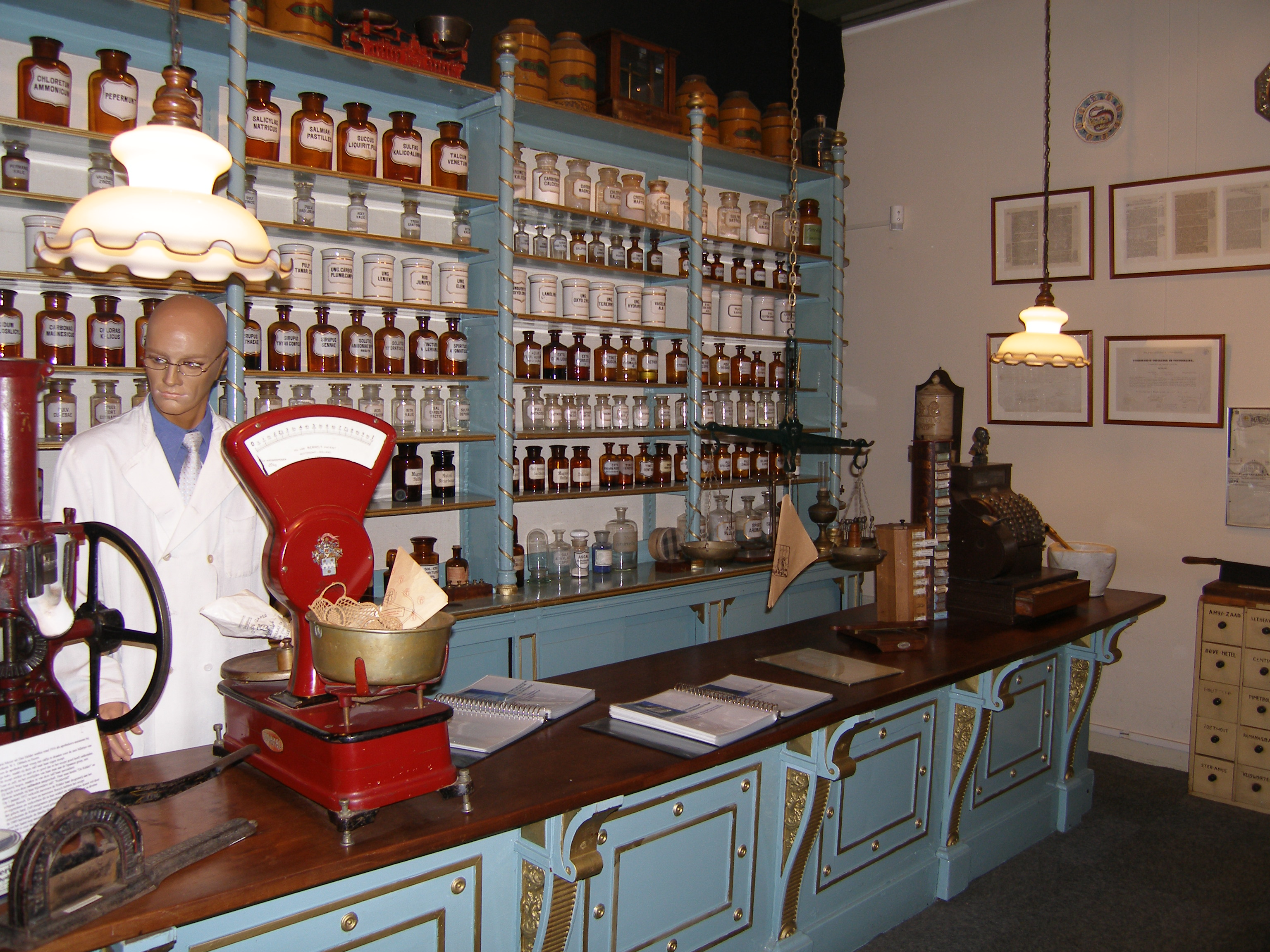
Interieur anno 1910
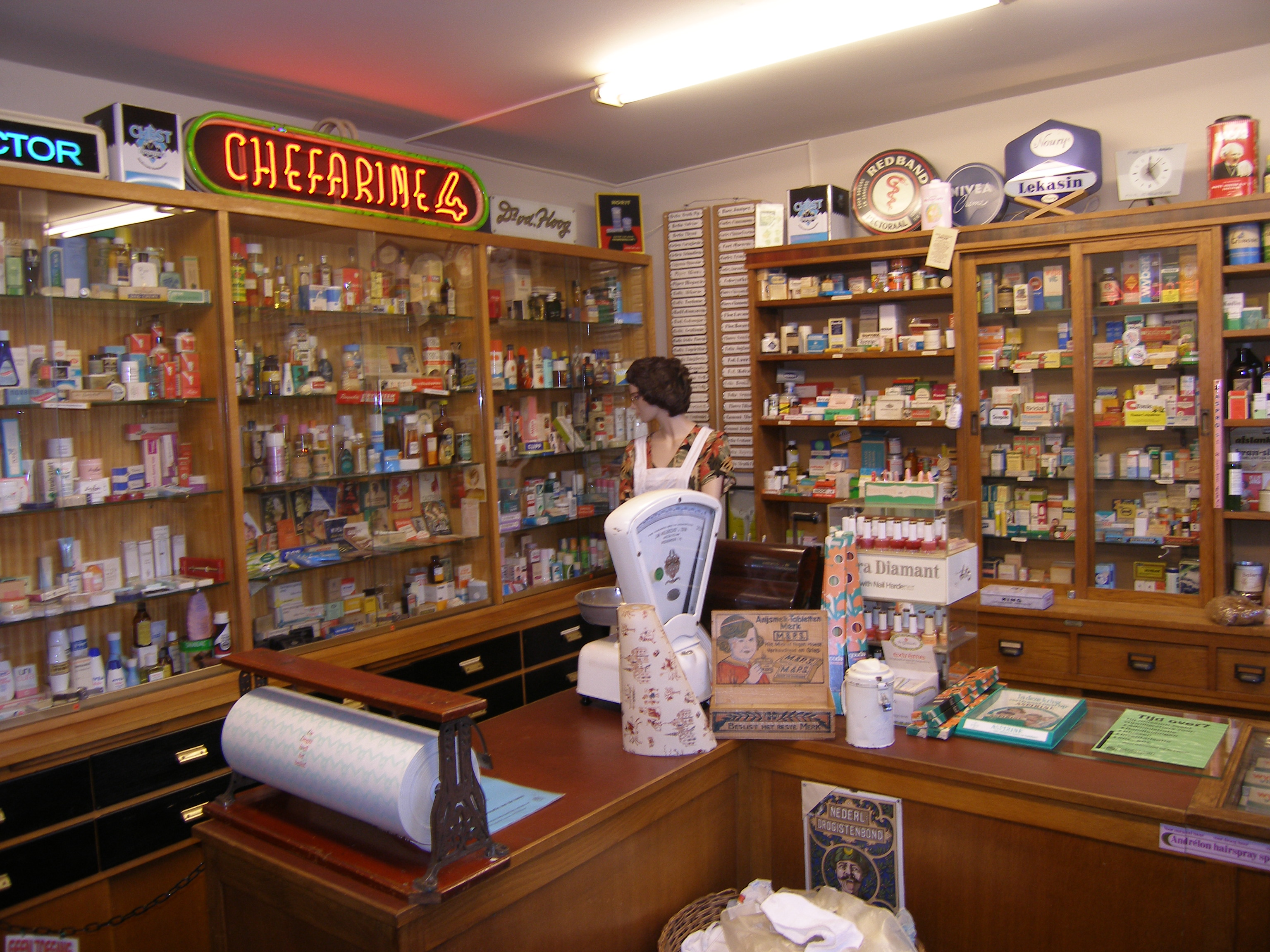
Interieur anno 1934